# Ovariectomie

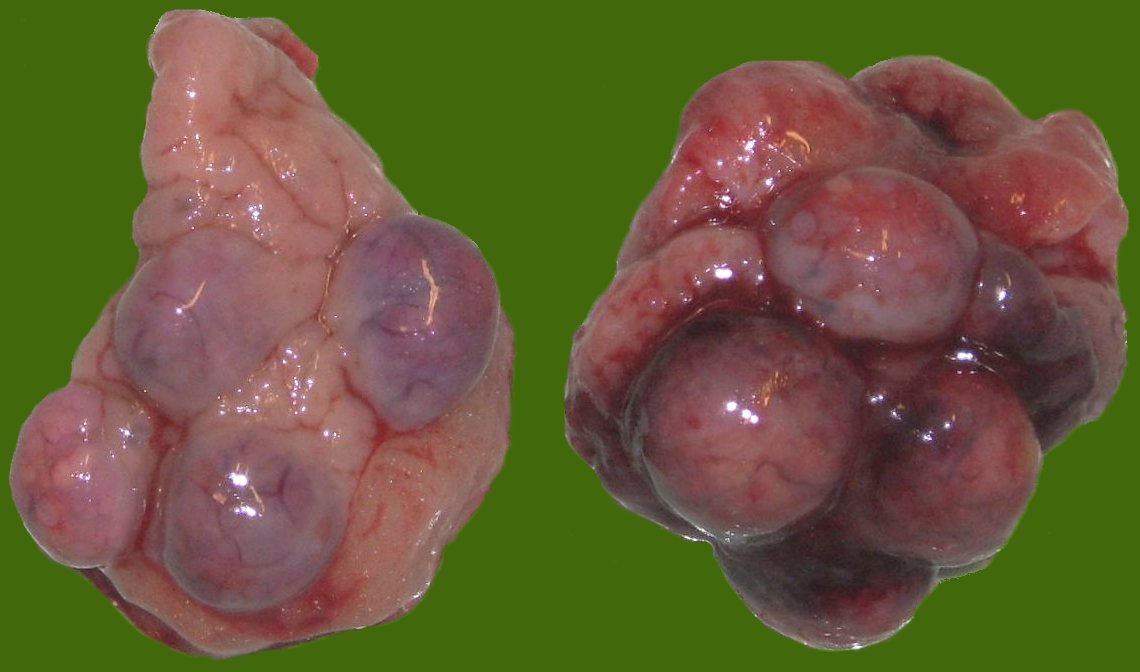
Kystes sur des ovaires retirés à une chienne

L'ovariectomie, est l'ablation chirurgicale des ovaires. C'est l'équivalent de l'oophorectomie. Elle se pratique aussi bien chez les humains à des fins médicales que chez les animaux dans un but de stérilisation et de contrôle des populations. L'ovariectomie est à distinguer de l'ovariohystérectomie, qui consiste à retirer à la fois les ovaires et l'utérus.

## Espèces concernées
L'ovariectomie peut être pratiquée chez l'humain. Elle est également pratiquée sur des chats, des chiens, des lapins et rongeurs, des juments et des vaches.

## Histoire
La première ovariectomie a été pratiquée le jour de Noël 1809 par Ephraim McDowell qui réalisa une laparatomie sur une femme souffrant d'un énorme kyste de l'ovaire suffocant, transgressant ainsi le principe moral « Nul ne parviendra à exciser les tumeurs internes quelles que soient leurs origines » puisque la « limite imposée par Dieu » interdisait de franchir le péritoine (seules l’orthopédie et la césarienne étaient admises).
Dès 1862, Eugène Koeberlé fut l'un des tout premiers à en pratiquer avec succès.

## Indications
Indications médicales

Indications zootechniques

## Conséquences
Conséquences inter-spécifiques
- stérilité
- prise de poids
Conséquences spécifiques chez la femme
Conséquences spécifiques chez la chatte
Conséquences spécifiques chez la chienne
Conséquences spécifiques chez la lapine
Conséquences spécifiques chez la ratte
Conséquences spécifiques chez la jument

Conséquences spécifiques chez la vache